# 31960 Fabioferrari
31960 Fabioferrari este o planetă minoră (asteroid) din centura de asteroizi. A fost descoperită pe 7 aprilie 2000 la Stația Anderson Mesa de Lowell Observatory Near-Earth-Object Search. 
Obiectul prezintă o orbită caracterizată de o semiaxă mare de 2,4299769 UAi, o excentricitate de 0,27, o înclinație de 11,2898 ° în raport cu ecliptica.